# Vespa scutellatus
Vespa scutellatus är en getingart som beskrevs av Martin Lichtenstein 1796. Vespa scutellatus ingår i släktet bålgetingar, och familjen getingar. Inga underarter finns listade i Catalogue of Life.